# Eugenio in Via Di Gioia
 (juin 2023).
Eugenio in Via Di Gioia est un groupe italien de rock indépendant, originaire de Turin.

## Histoire

### Création et débuts (2014-2016)
Le nom du groupe est un amalgame des noms de ses trois membres fondateurs : Eugenio Cesaro, Emanuele Via et Paolo Di Gioia ; Lorenzo Federici, qui rejoindra le groupe peu de temps après, donnera son nom à leur premier album.
Eugenio Cesaro et Via Di Gioia étaient des artistes de rue et sont issus de la tradition des salles de danse, du swing et du folk italien jusqu'au nu-folk plus moderne. Le groupe fait la une des médias nationaux pour avoir diverti les voyageurs du train Italo sur la ligne Turin-Rome avec un spectacle en direct sur la route qui a été retardé de plus de six heures.
En 2013, ils participent à la cinquième édition du Reset Festival à Turin et remportent le prix Il migliore per noi organisé par le réseau Viva La Radio! Network, partenaire médiatique de l'événement. En 2014, leur premier album, Lorenzo Federici, sort sur le label Libellula Music. La même année, ils remportent le prix de la critique au prix Buscaglione. Le 22 décembre 2013, leur premier clip vidéo intitulé Argh! est publié sur le site web de La Stampa.
En juin 2015, ils sont invités au prix Léo Ferré. En juillet de la même année, leur nouvelle vidéo Non ancora est sortie, sélectionnée par MTV New Generation et diffusée en avant-première sur Vevo. Le groupe obtient la première place en tant que révélation live 2014-2015 dans les charts KeepOn, la première place en 2018 en tant que meilleur Live également dans les charts KeepOn. En avril 2016, le groupe entame sa première tournée européenne, résultat de l'obtention du KeepOn Award l'année précédente, qui passe par la France, la Belgique, les Pays-Bas et l'Allemagne. En septembre 2016, le groupe lance la chanson Pam à travers un jeu vidéo, intitulé Pamman. Le 24 février 2017 sort Giovani illuminati, le premier single extrait de leur deuxième album, ainsi que le premier clip vidéo réalisé avec la technique de l'hyperlapse en Italie. La chanson entre durablement dans le classement Viral Top 50 Italy de Spotify, tandis que la vidéo dépasse les 120 000 vues en quelques semaines.

### Nouveaux albums (2017-2019)
Le 14 avril 2017, leur deuxième album Tutti su per terra sort, avec Willie Peyote dans le titre Selezione naturale. Au début de 2018, ils sont invités en tant que groupe résident dans l'émission Beati voi sur TV2000. Après un an et demi de tournée, Eugenio in Via Di Gioia sort le single Altrove le 28 septembre 2018, la première sortie du groupe sur Virgin Records et Universal Music Italia.
Le 4 février 2019, ils annoncent la sortie de leur troisième album studio intitulé Natura viva, qui est ensuite lancé le 1er mars de la même année. En mai 2019, ils participent au traditionnel concert du 1er mai organisé à Rome, sur la place San Giovanni, par les syndicats CGIL, CISL et UIL. En septembre 2019, ils ouvrent une campagne de financement participatif intitulée italien : Lettera al prossimo, en collaboration avec Federforeste et Coldiretti, où ils s'engagent à replanter une forêt endommagée par la tempête Vaia ; la collecte de fonds se termine seulement dix jours plus tard, pour être rouverte exceptionnellement en février 2020 pour une journée,. L'initiative est accompagnée de la sortie du single homonyme.
En octobre 2019, ils annoncent leur participation à Sanremo Giovani, avec la chanson Tsunami. Ils passent les demi-finales qui se déroulent en novembre 2019 lors de l'émission Italia sì, accèdent à la finale le 19 décembre et entrent parmi les sélectionnés qui participeront au festival de Sanremo 2020 dans la section Nuove proposte. Le groupe est le premier à se produire lors de la première soirée du festival mais, à la suite du vote du jury démoscopique composé de 300 personnes, leur chanson est éliminée lors d'un affrontement direct avec la chanson 8 marzo de Tecla Insolia. Lors de la quatrième soirée du festival, le groupe reçoit le prix de la critique Mia Martini.

### Amore e rivoluzione(depuis 2020)
En janvier 2020, ils annoncent via les médias sociaux la sortie d'un nouvel album, une compilation de 15 chansons intitulée Tsunami (Forse vi ricorderete di noi per canzoni come), qui sortira le 31 du même mois. La compilation comprend des chansons de leurs albums précédents, la chanson présentée au festival de Sanremo et L'unico sveglio, chanson thème de la web-série Involontaria. En mai de la même année, leur chanson Perfetto uniformato est choisie comme chanson thème de la web-série La Mia jungla de Giovanni Scifoni sur RaiPlay.
Le 6 avril 2022 sort le single Terra, accompagné d'un clip vidéo réalisé par Niccolò Roberto Roccatelli montrant des images de la réalisation de l'écriture Ti amo ancora avec des craies blanches sur la place San Carlo à Turin, qui avait remporté le Livre Guinness des records pour la plus grande déclaration d'amour de la planète écrite sur le sol, une certification révélée plus tard comme étant un poisson d'avril organisé par le groupe lui-même. Le 20 mai 2022 sort le nouvel album inédit Amore e rivoluzione, annoncé le 11 avril 2022. Il comprend le single Terra et quelques collaborations avec des artistes de premier plan, tels que Francesca Michielin et Elio.

## Membres
- Eugenio Cesaro - chant, guitare (depuis 2012)
- Emanuele Via - piano, accordéon, chœurs (depuis 2012)
- Paolo Di Gioia  - batterie, percussions, chœurs (depuis 2012)
- Lorenzo Federici - basse, chœurs (depuis 2012)

## Discographie

### Albums studio
- 2014 : Lorenzo Federici
- 2017 : Tutti su per terra
- 2019 : Natura viva
- 2022 : Amore e rivoluzione

### Compilation
- 2020 : Tsunami (Forse vi ricorderete di noi per canzoni come)

### EP
- 2013 : EP urrà

### Singles
- 2017 : Giovani illuminati
- 2017 : Chiodo fisso
- 2018 : Altrove/Il tuo amico il tuo nemico tu
- 2018 : Cerchi
- 2019 : Camera mia
- 2019 : Lettera al prossimo
- 2019 : Tsunami
- 2019 : L'Unico sveglio
- 2020 : A metà strada (feat. Moglii)
- 2021 : Non vedo l'ora di abbracciarti
- 2021 : Umano
- 2022 : Terra
- 2022 : Tornano

### Collaborations
- 2016 : Kahbum feat. Eugenio in Via di Gioia e Pinguini Tattici Nucleari – Salvatore Aranzulla
- 2020 : DPCM Squad feat. Max Pezzali, Lo Stato Sociale, Cimini, Emis Killa, Eugenio in Via Di Gioia, Fast Animals and Slow Kids, Marco Giallini, J-Ax, Jake La Furia, La Pina, Pierluigi Pardo, Pinguini Tattici Nucleari, Nicola Savino – Una canzone come gli 883